# Tritagoniste
 (avril 2016).
Si vous disposez d'ouvrages ou d'articles de référence ou si vous connaissez des sites web de qualité traitant du thème abordé ici, merci de compléter l'article en donnant les références utiles à sa vérifiabilité et en les liant à la section « Notes et références ».
Le tritagoniste est, dans le théâtre grec antique, le troisième acteur ayant le rôle le plus important, après le protagoniste et le deutéragoniste. Il a été introduit par Sophocle.